# Peter-Paul Mauser

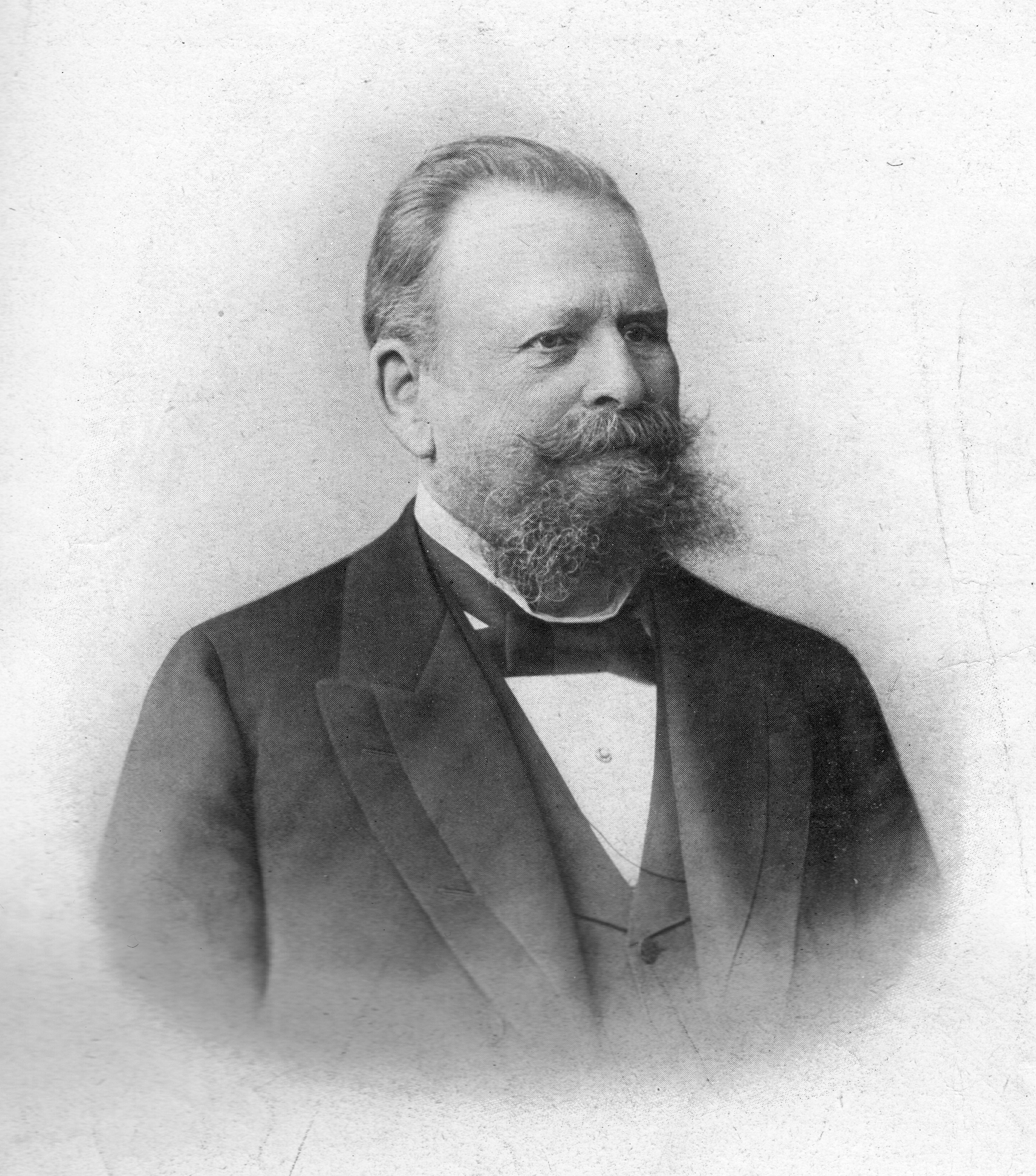
Paul Mauser (ca. 1908)

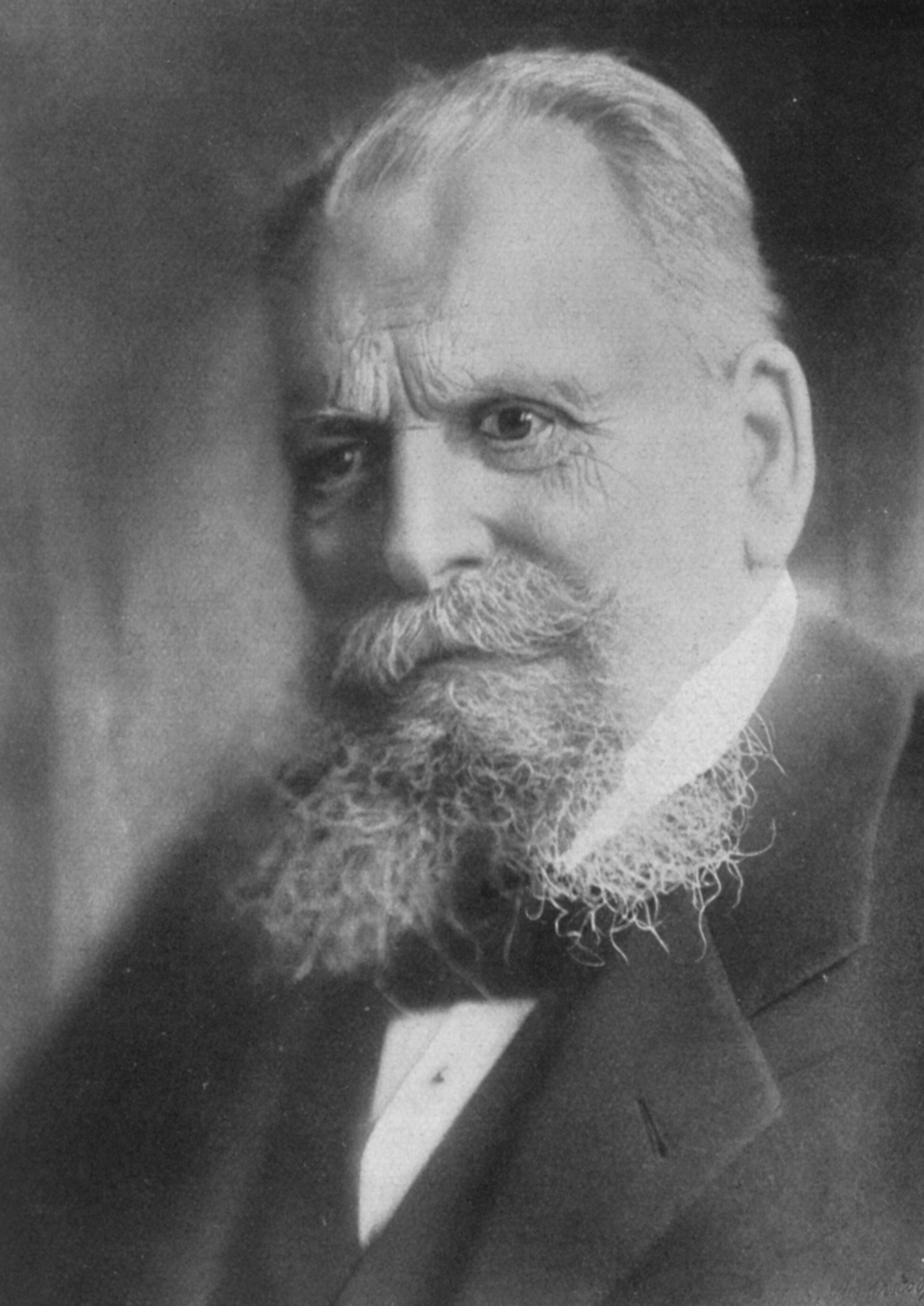
Peter-Paul Mauser, Foto von Rudolf Dührkoop

Peter Paul Mauser, seit 1912 Paul von Mauser, (* 27. Juni 1838 in Oberndorf am Neckar; † 29. Mai 1914 ebenda) war ein deutscher Waffenkonstrukteur, Unternehmer der Rüstungsindustrie und Politiker.

## Leben
Der Vater war anfänglich Schuhmacher und stellte später lederne Säbelscheiden für die Königliche Gewehrfabrik in Oberndorf her. Paul Mauser und sein Bruder Wilhelm wurden Büchsenmacher und lebten zunächst in bescheidenen Verhältnissen. Sie entwickelten verschiedene Schusswaffen und gründeten das Unternehmen Gebr. Mauser, das schließlich die Königliche Gewehrfabrik übernahm.
Die preußisch-deutschen Standardgewehre M71, M71/84 (das erste reichsdeutsche Militär-Repetiergewehr) und das legendäre Mauser System 98 sowie die automatische (C96) wurden von Paul Mauser entwickelt.
Im Ausland waren Mausers Konstruktionen anfangs erfolgreicher als in Deutschland. So entschied sich die preußische Gewehr-Prüfungskommission zunächst für das selbst entwickelte Gewehr 88, bevor Mauser beim Nachfolgemodell zum Zug kam. In der Zwischenzeit überlebte das Unternehmen dank der Rüstungsaufträge aus Spanien, Schweden (Infanteriegewehr 1896), Peru, Belgien, Argentinien, Brasilien (1894), Chile (1895), Costa Rica, der Dominikanische Republik, El Salvador, Guatemala, Honduras, Nicaragua, Venezuela, Mexiko (1902), Uruguay, und der Türkei.
Seine Konstruktionen der Patronen 7,65 × 53,5, 7 × 57 und 8 × 57 IRS sind bis heute als Jagdpatronen im Gebrauch.
Mauser war von 1898 bis 1903 als Abgeordneter Mitglied des Deutschen Reichstags für die Nationalliberale Partei, die im Königreich Württemberg als Deutsche Partei auftrat. Im Reichstag vertrat er den Wahlkreis Württemberg 8 (Freudenstadt, Horb, Oberndorf, Sulz). Er war als Kompromisskandidat der Konservativen, des Bundes der Landwirte und der Nationalliberalen nominiert worden und schloss sich nach seiner Wahl im Reichstag der Fraktion der Nationalliberalen lediglich als Hospitant an.
Mauser war seit 1883 Mitglied des Vereins Deutscher Ingenieure (VDI) und des Württembergischen Bezirksvereins des VDI. 1901 verlor er aufgrund einer Patronendetonation bei einem Schießtest seines Selbstladers C98 das linke Auge.

## Auszeichnungen
1908 wurde Mauser zum Geheimen Kommerzienrat ernannt. Der VDI zeichnete ihn 1912 mit der Grashof-Denkmünze aus.